# Reyes de Tebas
La cronología de los reyes míticos de Tebas consta de un gran número de soberanos entre la fundación de la ciudad por Cadmo y la guerra de Troya, lo que sugiere la existencia de varias tradiciones distintas, que los mitógrafos intentaron reconciliar.

## Historia de los reyes de Tebas

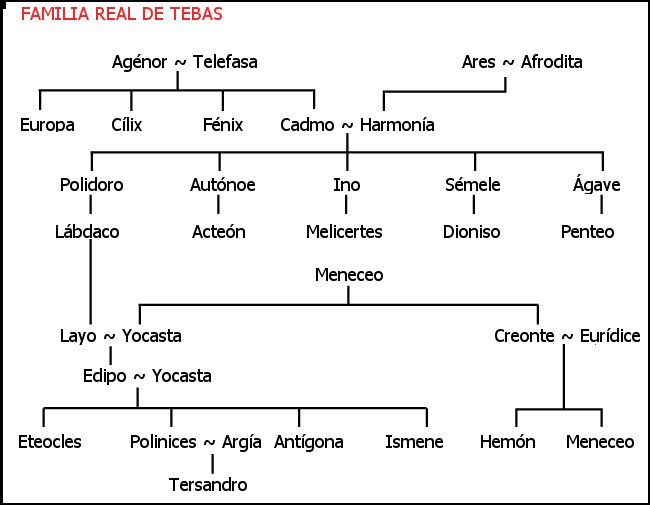
Árbol genealógico de la familia real de Tebas.

El primer nombre de la ciudad de Tebas fue Cadmea, nombrada así en honor de Cadmo, su primer rey. Le enseñó al pueblo a construir con madera, a usar ropaje, a cultivar la viña, a enterrar a los muertos, la institución del matrimonio, e incluso se le atribuye la invención de los censos en Grecia. Fue conocida como Tebas a partir del reinado de Anfión y Zeto, en honor de la mujer de este último, llamada Tebe. Los primeros reyes de Beocia antes de Cadmo (Κάδμος) y el diluvio de Deucalión (Δευκαλίων) fueron Calidno (por el que entonces la ciudad se llamaba en ese momento Calidna) (Κάλυδνος) y Ogiges (Ὤγυγος).
Cuando Cadmo murió su hijo Polidoro era aún menor de edad, y Penteo, hijo de Ágave (hija de Cadmo) y Equión (uno de los Espartos), se convirtió en el nuevo rey. Penteo murió a manos de su propia madre y de sus tías, sumidas en un frenesí báquico por Dionisos, que castigó así al rey por su oposición al culto a este dios.
Polidoro sucedió a su sobrino, pero su reinado fue breve. A su muerte, la regencia fue confiada a su suegro Nicteo, que actuó como tutor para el joven Lábdaco, el hijo de Polidoro y Nicteis. Durante la regencia de Nicteo, Tebas (Cadmea) declaró la guerra a Epopeo, el rey de Sición, que había secuestrado a Antíope, la hija de Nicteo. Otras fuentes dicen, en cambio, que Antíope huyó de Tebas para evadir la ira de su padre, pues había quedado embarazada del dios Zeus, y pidió refugio al rey Epopeo voluntariamente. En cualquier caso, los tebanos fueron derrotados y el propio Nicteo murió a causa de las heridas sufridas en la batalla. Fue sucedido en la regencia por su hermano Lico.
Lábdaco finalmente accedió al trono, y bajo su reinado estalló otra guerra, esta vez por una disputa fronteriza con Atenas, y una vez más, Tebas fue derrotado después que el rey Pandion I de Atenas recibiera ayuda del rey tracio Tereo. Lábdaco sobrevivió a la guerra. Sin embargo, siguiendo los pasos de Penteo, el rey se opuso a los cultos a Dionisos, y fue igualmente asesinado por devotas enfurecidas. Lábdaco dejó un hijo, Layo, pero Lico retomó el control de Tebas, esta vez como usurpador, y negó a Layo su derecho de primogenitura. Esto inauguró una nueva dinastía. Se dice que Lico reinó durante veinte años.
Lico, como rey de Tebas, libró una guerra contra Sición para vengar a su hermano y sobrino. Esta vez el resultado fue favorable a Tebas y el rey Epopeo fue asesinado. Sin embargo, Lico y su esposa Dirce trataron cruelmente a Antíope, encarcelándola. Antíope logró escapar y se reunió con sus hijos gemelos Anfión y Zeto. Estos eran los hijos de Zeus y Antíope, concebidos mientras Antíope todavía estaba en Tebas, que nacieron en secreto y fueron criados por los pastores en las cercanías del monte Citerón. Tras reunirse con su madre, Anfión y Zeto marcharon sobre Tebas y mataron a Dirce.
Anfión y Zeto tomaron el poder, gobernando como reyes conjuntos de Tebas, y Layo fue expulsado. La esposa de Anfión fue Níobe, la hija de Tántalo, la cual le dio siete hijos y siete hijas. Con Anfión y Zeto la ciudad se engrandeció y fue llamada Tebas, y fueron construidas las siete puertas de Tebas, llamadas como las hijas de Anfión. Níobe, una mujer arrogante, atrajo la ira de Apolo y Artemisa al negar honores a su madre Leto, pues ella misma se consideraba más digna al haber tenido más hijos. Apolo mató a todos sus hijos y Artemisa a todas sus hijas (en otras versiones sobrevivían Amiclas y Melibea). Anfión se suicidó después de la muerte de sus amados hijos. El único hijo de Zeto, Itilo, había muerto anteriormente, y Zeto murió de pena.
Por tanto, el trono de Tebas quedó vacante, y los tebanos invitaron de nuevo a Layo, que residía en el Peloponeso bajo la protección del rey Pélope, restaurando así la dinastía original de Cadmo. Al acceder al trono, Layo casó con Yocasta, hija de Meneceo, el hijo de Penteo, la cual le dio un hijo. Layo decidió abandonar al recién nacido, ya que el oráculo de Delfos había profetizado que éste mataría a su propio padre. Sin embargo, el niño sobrevivió y creció con el nombre de Edipo, el cual trágicamente mataría a Layo y se casaría con su madre Yocasta, con quien tuvo cuatro hijos, Antígona, Ismene, Etéocles y Polinices. Creonte estuvo en regencia.
Edipo se convirtió en nuevo rey de Tebas, pero cuando el adivino Tiresias reveló sus horribles crímenes (parricidio, regicidio e incesto) se vio obligado a abdicar. Yocasta se suicidó y Edipo fue rechazado por sus propios hijos. Edipo respondió maldiciendo a sus hijos Polinices y Etéocles. Los hermanos pactaron gobernar alternativamente durante un año cada vez. Sin embargo, Etéocles no cumplió el pacto y desterró a Polinices de Tebas. Polinices huyó a la corte del rey Adrasto de Argos y organizó un ejército, conocido como el "Siete contra Tebas". En esta guerra, Polinices y Etéocles se mataron el uno al otro, cumpliendo así con la maldición de Edipo.
Después de la muerte de Polinices y Etéocles, Creonte, el hermano de Yocasta, que había gobernado Tebas en dos ocasiones como regente después de la muerte de Layo y después del exilio de Edipo, se convirtió una vez más en regente de Laodamante, el hijo de Etéocles. Heracles nació en Tebas durante una de estas regencias. Creonte se convirtió en protector de Heracles, de su padrastro Anfitrión y de su madre Alcmena, e incluso le entregó a su hija Mégara en matrimonio. A cambio, Heracles defendió Tebas en dos guerras, la primera contra  Ergino, el rey de los minios de Orcómeno, y la segunda contra el rey Piracmo de Eubea.
Tras la muerte de Etéocles y Polinices, Creonte prohibió un entierro apropiado para Polinices y sus aliados argivos. Teseo, rey de Atenas, dirigió entonces un ejército contra Tebas y Creonte fue obligado a prestar a los héroes caídos los ritos adecuados. Cuando Laodamante, hijo de Etéocles, alcanzó la mayoría de edad, Creonte le entregó el trono. Al igual que su padre, Laodamante se enfrentó a un ataque de los Epígonos, hijos de los Siete dirigidos por Tersandro, hijo de Polinices. Los Epígonos vencieron y Tersandro se convirtió en rey de Tebas, mientras que Laodamante murió en la batalla.
Tersandro se unió a las fuerzas griegas en la guerra de Troya, pero fue asesinado en las costas de Misia antes de llegar a Troya (por Télefo, hijo de Heracles). Su hijo Tisámeno era demasiado joven en ese momento para liderar las tropas tebanas, y sólo entró en combate al alcanzar la mayoría de edad, con la guerra cercana a su conclusión. Esta es la explicación de por qué ningún líder tebano es mencionado por Homero en la Ilíada.

## Lista de reyes de Tebas
- Calidno
- Ogiges
- Cadmo
- Penteo
- Polidoro
- Nicteo (regente de Lábdaco)
- Lico (regente de Lábdaco)
- Lábdaco
- Lico (usurpador)
- Anfión y Zeto
- Layo
- Creonte (regente)
- Edipo
- Creonte (regente de Eteocles y Polinices)
- Eteocles
- Polinices (usurpador)
- Creonte (regente de Laodamante)
- Laodamante
- Tersandro
- Peneleo (regente de Tisámeno)
- Tisámeno
- Autesión
- Damasictón
- Ptolomeo
- Janto